# Любов на бігу
Любов на бігу (англ. Fast Sofa) — американський пригодницький фільм 2001 року.

## Сюжет
Рік Джеферс настільки одержимий чарівною порн-зіркою Джинджер, що готовий на все заради однієї ночі в її обіймах. Він вирішує відправитися слідом за своєю німфою, що виїхала на зйомки чергового фільму. У компанії зі своїм новим другом Жюлем Ленгдоном, незайманим з дивними звичками, він прагне до своєї мети, не відаючи про те, що в тому ж напрямку слідує чоловік Джинджер, ревнивий продюсер-психопат.

## У ролях
| Актор           | Роль              |
| --------------- | ----------------- |
| Джейк Б'юзі     | Рік Джеферс       |
| Кріспін Гловер  | Жюль Ленгдон      |
| Наташа Ліонн    | Тамара Дженсон    |
| Адам Голдберг   | Джек Вайс         |
| Ерік Робертс    | Робінсон          |
| Дженніфер Тіллі | Джинджер          |
| Біжу Філліпс    | Трейсі            |
| Лі Вінг         | шкіряна куртка    |
| Гленн Шедікс    | менеджер          |
| Дарлінг Наріта  | Іона, офіціантка  |
| Денні Комден    | Бред, брат Трейсі |
| Гебріел Байєр   | Джим, друг Бреда  |